# Udhampur
Udhampur – miasto w Indiach, w stanie Dżammu i Kaszmir. W 2011 roku liczyło 84 015 mieszkańców.